# 瓦勒代古阿勒
瓦勒代古阿勒（法語：Val-d'Aigoual，法語發音：[val dɛɡwal]）是法国加尔省的一个市镇，属于勒维冈区。该市镇于2019年由原市镇瓦勒罗格和鲁维耶尔圣母村合并而成。

## 地名
“瓦勒代古阿勒”（Val-d'Aigoual）一名在法语中意为“艾古阿勒山谷”。

## 地理
瓦勒代古阿勒（44°4'54"N, 3°38'33"E）面积94.84 平方千米，位于法国奧克西塔尼大區加尔省，该省份为法国南部沿海省份，南端濒地中海，北起顺时针与阿尔代什省、沃克吕兹省、罗讷河口省、埃罗省、阿韦龙省和洛泽尔省接壤。
与瓦勒代古阿勒接壤的市镇（或旧市镇、城区）包括：梅吕埃斯、巴叙雷尔、圣安德烈-德瓦尔博涅、莱普朗捷、莱斯特雷许尔、苏多尔格、圣马夏尔、圣安德烈-德马让库勒、芒达古、阿尔菲、杜尔比、圣索沃尔-康普里约。
瓦勒代古阿勒的时区为UTC+01:00、UTC+02:00（夏令时）。

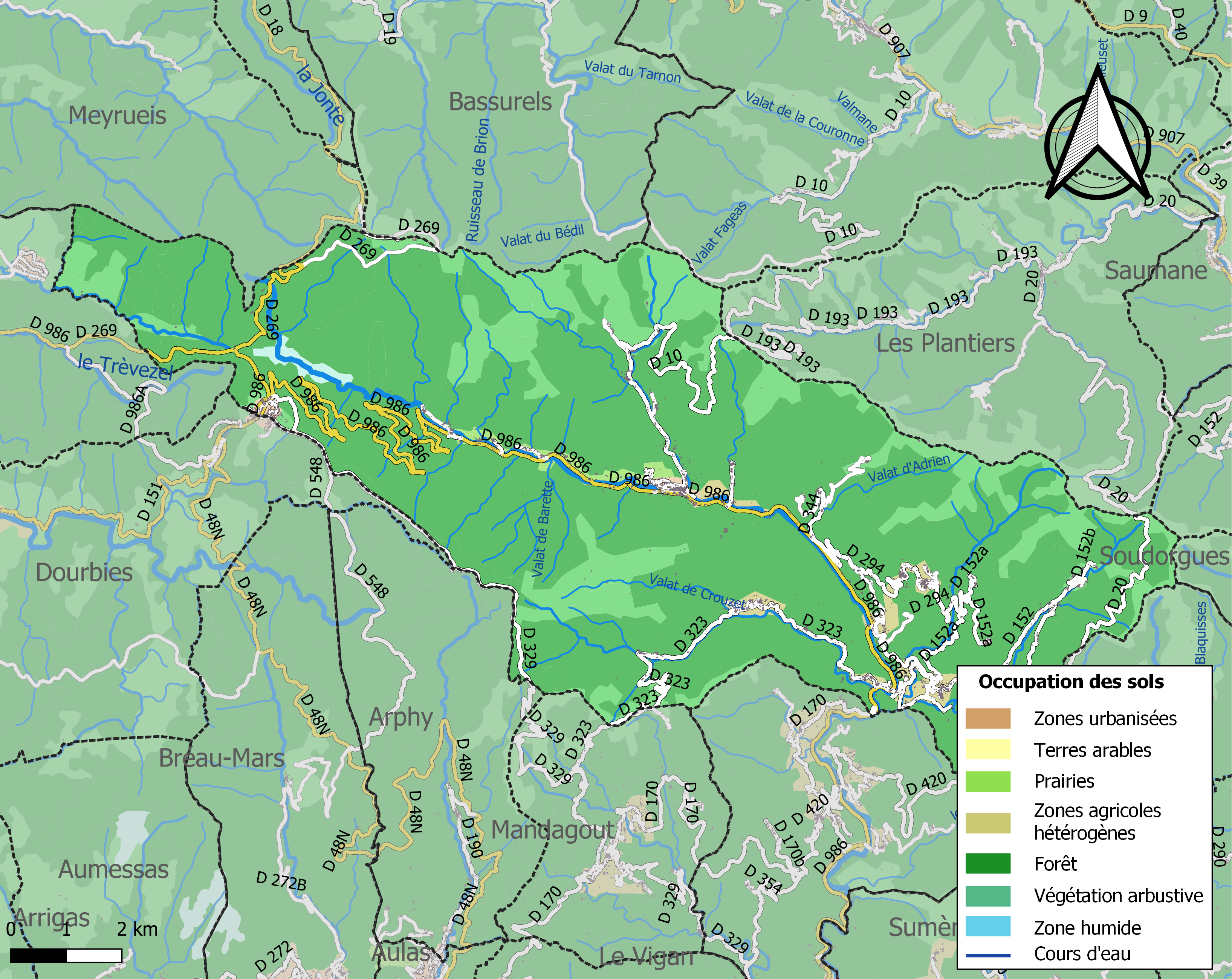
瓦勒代古阿勒的OSM定位图

## 行政
瓦勒代古阿勒的邮政编码为30570，INSEE市镇编码为30339。

## 政治
瓦勒代古阿勒所属的省级选区为勒维冈县。

## 人口
瓦勒代古阿勒于2022年1月1日时的人口数量为1418人。